# P. & C. Syndicate
P. & C. Syndicate Ltd. war ein britischer Hersteller von Automobilen.

## Unternehmensgeschichte
Das Unternehmen aus Northampton begann 1911 mit der Produktion von Automobilen. Die Präsentation des ersten Modell fand auf der London Motor Cycle Show von 1911 statt. Der Markenname lautete Eric. 1914 endete die Produktion.

## Fahrzeuge
Das erste Modell war eines der ersten britischen Cyclecars. Es war – wie alle folgenden Modelle – ein Dreirad. Ein wassergekühlter Zweizylinder-Boxermotor mit 6 PS Leistung trieb über eine Kette das hintere Einzelrad an. Das Getriebe hatte drei Gänge. Ab November 1912 hatte das Fahrzeug Kardanantrieb. Der Preis betrug dann 135 Pfund.
Im November 1912 fand die Präsentation eines billigeren Modells auf der Olympia Show statt. Ein luftgekühlter Einzylindermotor trieb das Fahrzeug an. Der Preis betrug 105 Pfund.
1914 folgte ein Modell, das mehr einem richtigen Auto ähnelte, wenngleich es weiterhin ein Dreirad war. Ein Vierzylindermotor von Salmons mit 8 PS Leistung trieb das Fahrzeug an. Nun war auch ein Coupé verfügbar.